# Hmong Njua jezik
Hmong Njua jezik (ISO 639-3: blu), nekadašnji individualni jezik iz skupine hmong, danas (od 2008) podijeljen na četiri individualna jezika, to su: Hmong Njua [hnj] (novi identifikator); chuanchientien chuanqiandian miao [cqd]; Horned Miao ili a-hmo [hrm]; small flowery miao ili atse [sfm].
Podklasificiran je podskupini chuanqiandian

## Vanjske poveznice
- Ethnologue (14th)
- Ethnologue (15th)